# Den som viskar
Den som viskar är en svensk drama- och thrillerserie i två delar från 2006. Serien skrevs och regisserades av Maria von Heland och i rollerna ses bland andra Pernilla August, Anders Ekborg och Lia Boysen.

## Handling
När den alkoholiserade läraren Anna vaknar finner hon en död 16-årig pojke i sitt sovrum. Hon har ingen aning om hur han hamnat där, men börjar snart övertyga sig själv om att det är hon som orsakat hans död. Hennes bror är dock inte lika övertygad som hon.

## Rollista
- Pernilla August – Anna
- Anders Ekborg – Tommy, Annas bror, polis
- Lia Boysen – Kattis, Tommys fru, barnmorska
- Petrus Havrell – Theo, Tommys och Kattis son
- Alice Havrell Nilsson – Amelia, Tommys och Kattis dotter
- Dag Malmberg – Nisse
- Kåre Mölder – Risto, polis
- Etienne Glaser – Conrad Frees, åklagare
- Frederik Nilsson – Wille Kaulius, polis
- Tova Magnusson-Norling – Linda
- Lotta Karlge – Maria, kriminalvårdare
- Lena Nordberg	– andrevårdaren
- Lena Nyman – fru Håkansson
- Claes-Göran Turesson – Håkansson
- Lars Andersson – Jarl Håkansson
- Ulla Bodin Karlsson – Gudrun, Lindas mamma
- Ulla Svedin – Evelyn
- Anna Bjelkerud – Peddan
- Margreth Weivers-Norström – Elsa Persson
- Carina M. Johansson – Ulla Brunnberg
- Jerker Fahlström	– Owe Brunberg
- Frida Bergesen – Juliette
- Yaba Holst – Aldona
- Maria Havrell Nilsson	– Jutta
- Josefin Peterson – Elin
- Mirja Burlin – Sofie Zorn
- Julia Havrell Nilsson	– Tove, Sofies dotter
- Ludwig Palmell – Erik Eriksson
- Peter Edding – Lasse, glasmästare
- Anna Wallander – Ristos ex
- Sara Klingvall – Petra
- Per Oscarsson – Annas och Tommys pappa
- Christian Fiedler	– polismästaren Bo-Erik
- Else-Marie Brandt	– Elvira
- Josephine Bauer – kvinnlig journalist
- Eva Milesson – Lotta, Frees sekreterare
- Erik Lundin – David, militär
- Jill Olander – Barbro på dagiset
- Shamal Zahir – vaktmästaren
- Nadine Bergquist – Minna
- Undaraya Schmidt – Tsatsa
- Joen Windahl – Jocke
- Kimmo Rajala – stunt
- Lars Hjelm – stunt
- Svante Hildesson – stunt
- Göran Lindström – stunt

## Om serien
Den som viskar producerades av Helena Danielsson för Hepp Film AB och Sveriges Television AB med Christian Wikander som exekutiv producent. Den spelades in mellan den 22 mars och 6 juni 2006 i Göteborg, Sävedalen, Lilla Edet, Gamlestaden, Lerum, Partille och Alafors. Den fotades av Peter Östlund och klipptes av Søren B. Ebbe. Den sändes i SVT1 två dagar i följd med start den 3 november 2006. Den 21 mars 2007 gavs den ut på DVD.